# Pain (tijdschrift)
Pain is een internationaal, aan collegiale toetsing onderworpen wetenschappelijk tijdschrift op het gebied van de anesthesiologie en de neurologie. Het verschijnt tweewekelijks.